# Encyclia perplexa
Encyclia perplexa är en orkidéart som först beskrevs av Ames, F.T.Hubb. och Charles Schweinfurth, och fick sitt nu gällande namn av Robert Louis Dressler och G.E.Pol. Encyclia perplexa ingår i släktet Encyclia och familjen orkidéer. Inga underarter finns listade i Catalogue of Life.